# Johan Benders
Pour les articles homonymes, voir Benders.
Johan Benders (7 janvier 1907, Bloemendaal — 6 avril 1943, Amsterdam), est un Juste parmi les Nations. 

## Biographie
Johan Benders est un professeur néerlandais d'un lycée d'Amsterdam qui a encouragé ses élèves à fabriquer de faux papiers pour les Juifs afin de les aider à échapper à la persécution du Troisième Reich. Avec son épouse Gerritdina Letteboer, ils ont abrité des Juifs dans leur maison. En 1943, trahis par un voisin, la Gestapo les arrêtent. Le 6 avril, il sauta du troisième étage de la prison où il était retenu pour éviter de donner des informations sous la torture. 
Le 27 mars 1997, le Mémorial de Yad Vashem a reconnu Johan Benders et son épouse comme « Justes parmi les nations ».